# Oreopanax sessiliflorus
Oreopanax sessiliflorus är en araliaväxtart som först beskrevs av George Bentham, och fick sitt nu gällande namn av Joseph Decaisne och Jules Émile Planchon. Oreopanax sessiliflorus ingår i släktet Oreopanax och familjen Araliaceae. Inga underarter finns listade.